# NGC 1918
NGC 1918 (również ESO 56-SNR101) – pozostałość po supernowej, znajdująca się w gwiazdozbiorze Złotej Ryby, w Wielkim Obłoku Magellana. Odkrył ją James Dunlop 27 września 1826 roku.